# Kava
Kava kao napitak obično se služi topla, i spravlja se od prženih i mljevenih sjemenki koje rastu na stabljici biljke kave (kavovca). Ovo piće je jako popularno u mnogim zemljama svijeta, kao i u Hrvatskoj. Biljka potječe iz Etiopije a naziv "caffa" napitak je dobio po pokrajini u kojoj su najviše spravljali "čaj" od prženog zrnja. Prvobitna namjena bila je u djelovanju kofeina. Kava koja se uzgaja diljem svijeta svoje nasljeđe može pratiti stoljećima unatrag do drevnih šuma kave na etiopskoj visoravni. Ondje legenda kaže da je pastir koza Kaldi prvi otkrio potencijal ovog omiljenog “graha”. Priča kaže da je Kaldi otkrio kavu nakon što je primijetio da njegove koze nakon što su pojele bobice s određenog drveta postaju toliko energične da noću ne žele spavati. Kaldi je o svojim otkrićima izvijestio opata lokalnog samostana, koji je napravio piće od bobica i otkrio da ga to drži budnim tijekom dugih sati večernje molitve. Opat je svoje otkriće podijelio s ostalim redovnicima u samostanu i znanje o energizirajućim bobicama počelo se širiti. Kako se priča širila na istok, a kava stigla do Arapskog poluotoka, započela je putovanje koje će ova zrna donijeti diljem svijeta.

## Vrste sjemenki
Postoje dvije glavne vrste kave: 
- arabika - tradicionalna kava
- robusta - koja ima veću količinu kofeina u sjemenkama i može se uzgajati u klimatskim područjima gdje arabika ne uspjeva dobro i koristi se kao jeftinija zamjena za arabiku.

Kava se obično ne pravi od 100% robuste, jer robusta ima gorak-kiseli okus, već se miješa s određenom količinom arabike.

## Djelovanje kave
Računa se da u Hrvatskoj više od 50% stanovništva redovito pije kavu. Kava ima snažan učinak na mozak, pospješuje izmjenu tvari u organizmu, pojačava snagu i rad srca, poboljšava krvotok u srcu, podiže krvni tlak, povećava količinu šećera u krvi i njegovu potrošnju, djeluje dijuretski, može potaknuti na pražnjenje crijeva ili čak proljev. Neumjerene količine mogu izazvati poremećaje srčanog ritma, pojačava lučenje želučane kiseline i tako može izazvati žgaravicu i naškoditi osobama s vrijedom na želucu ili dvanaesniku. Glavni sastojak kave, kofein u prevelikim količinama može voditi trovanju organizma, a prvi znaci su: glavobolja, drhtanje ruku, nesanica, suha usta, smušenost.

## Načini pripreme kave
- turska kava
- espresso
- irish coffee (irska kava)
- kapučino
- ledena kava
- moccachino
- caffe latte
- bijela kava
- frapuccino

## Drugi napitci s kavom
- bijela kava

## Vanjske poveznice
- Kava Hrvatska tehnička enciklopedija, portal hrvatske tehničke baštine. LZMK